# أشتون هولمز
أشتون هولمز (بالإنجليزية: Ashton Holmes)‏ مواليد 17 فبراير 1978 في ألباني، الولايات المتحدة، هو ممثل أمريكي بدأ مسيرته الفنية سنة 2003.

## الأعمال

### أفلام
- قشعريرة البرد (2007) (بدور: غاي)

### مسلسلات
| السنة | العمل                                  | الدور           |
| ----- | -------------------------------------- | --------------- |
| 2003  | القانون والنظام: الوحدة الخاصة للضحايا | ديفيس هارينغتون |
| 2004  | حياة واحدة للعيش                       | غريغ جونسون     |
| 2004  | كولد كيس                               |                 |
| 2005  | شبح هامس                               | كيرك جنسن       |
| 2006  | بوسطن ليغال                            | سكوت ليتل       |
| 2008  | نمبرز                                  |                 |
| 2009  | القانون والنظام: النية الإجرامية       | هانك            |
| 2009  | هاوس                                   | سكوت            |
| 2009  | سي اس آي: التحقيق في موقع الجريمة      | سام ترنت        |
| 2010  | المحيط الهادئ                          | سيدني فيليبس    |
| 2010  | نيكيتا                                 |                 |
| 2011  | اكذب علي                               |                 |
| 2011  | الانتقام                               |                 |
| 2013  | خارق للطبيعة                           |                 |
| 2014  | عقول إجرامية                           | فين بيلي        |

## روابط خارجية
- أشتون هولمز على موقع IMDb (الإنجليزية)
- أشتون هولمز على موقع ألو سيني (الفرنسية)
- أشتون هولمز على موقع أول موفي (الإنجليزية)
- أشتون هولمز على موقع قاعدة بيانات الأفلام السويدية (السويدية)
- أشتون هولمز على موقع إن إن دي بي (الإنجليزية)
- أشتون هولمز على موقع قاعدة بيانات الفيلم (الإنجليزية)
- أشتون هولمز على موقع كينوبويسك (الروسية)